# Rui shen
A rui shen ősi kínai alternatív gyógymód a korai magömlés elleni olajkivonat formájában, amelyet akupresszúra kezeléssel és a vese yang erősítése érdekében fu pen ce (kínai málna) kezeléssel kiegészítve alkalmaznak a mai napig. Eredete: összetevőinek hatásosságáról első alkalommal a taoisták figyeltek fel, az első feljegyzések, Shen Xian Zhi Cao Jing-től származnak.
A mai alternatív gyógyászat kedvelt, azonban szigorú szabályokhoz kötött gyógymódja.

## A korai magömlés okai az ősi kínai gyógyászatban
Az ősi Kínában sem volt ismeretlen jelenség a korai magömlés (a mai orvosi szaknyelv szerint: ejaculatio praecox). A taoista felfogás szerint a korai magömlés a belső, tudat alatti türelmetlenségre vezethető vissza. Az elme türelmetlensége miatt, még mielőtt a hímvessző a hüvelybe hatolna, elvégzi dolgát. Rejtett agresszió, esetleg a tudatalattiban lapuló bosszúvágy a partnerrel szemben, vagy esetleg a kudarctól való félelem az elsüléshez vezethet. Túl gyorsan túl sokat akarni, szexuálisan túlságosan izgatottá válni a belső egyensúly megbomlására utal, amely felpörgött állapotban juttat, majd túl hamar zuhanásba kezd. A korai magömlés kezeléséhez a lelki egyensúly helyreállításával, az akupresszúrán keresztül nyílik lehetőség.

## A Ruis Shen kivonat receptje
- Ginseng gyökér 30% - ázsiai ginseng, adaptogén hatású serkentőszer, amely javítja a szervezet ellenálló-képességét testi és lelki stresszhatással szemben, serkenti a központi idegrendszer magasabb agyi funkcióit, fokozza a fizikai és nemi teljesítőképességet és csökkenti a vérnyomást, valamint a vércukorszintet az alternatív kínai gyógyászat szerint
- Rhizoma Polygonati (15%) - a taoisták alapvető gyógynövénye, Shen Xian Zhi Cao Jing feljegyzései alapján javítja az immunfunkciókat, javítja a koszorúerek véráramlását, csökkenti a vérnyomást.
- Cortex Cinnamomi (15%) - fahéj, amely a hurutok ellen védő hatásáról vált ismertté, azonban a szív- és érrendszerre, valamint a vércukorszintre is jótékony hatással van. Az őrölt fahéjban található természetes olajok (eugenol, kumarin) irritálhatják a száj, a gyomor és a belek nyálkahártyáját, súlyosabb esetekben vérzékenységet okozhatnak, ezért a gyógyászatban csak az ezen összetevőktől mentesített anyagok használhatók fel.
- Semen Ziziphi Spinosae (10%) - a legfontosabb gyógynövény a tápláló szív egészségéhez és a nyugalomhoz. A yin szervezeterősítő hatásának fokozása útján erősíti az immunrendszert, kontroll alatt tartja a verejtékezést.
- Angelicae Dahuricae (8%) - orvosi angyalgyökér
- Vörösgyökerű zsálya gyökér (7%) - szintén a szív meridián és máj meridián tisztítása útján tisztítja a vért, kezeli a pangás okozta fájdalmakat, duzzanatokat, gyulladáscsökkentő hatású és szabályozza a szív működését.
- Atractylodes macrocephala (7%) - támogatja a fehérje szintézisét a vékonybélben; elősegítheti a sejtes immunfunkciókat; védi a májat, az epehólyagot, illetve a antibakteriális hatásával védi a nemi szerveket
- Víz (8%) - a Föld mélyéről származó, tiszta forrásból nyert víz